# اسلو (سوئد)
شهر اِسلو (به سوئدی: Eslöv) در ناحیه شهری اسلو (سوئد) در کشور سوئد واقع شده‌است. جمعیت این شهر ۱۸٬۴۰۸ نفر است.